# Immortal Memory
Immortal Memory è un album nato dalla collaborazione tra Patrick Cassidy e Lisa Gerrard.

## Il disco
Nel primo brano viene cantata la poesia di una leggenda celtica, in cui, come scrivono gli autori dell'album, Amergin - uno dei leader dei Milesians - invoca gli elementi della natura. Lisa Gerrard canta in lingua originale, ovvero quella celtica.

Il secondo brano è un canto meditativo in lingua aramaica. Abwoon è il canto del Padre Nostro, e Lisa Gerrard lo esegue in lingua aramaica, ovvero "in the language of Jesus". Paradise Lost è ispirata al libro "The Long Green Shore" di John Hepworth. Psallit in Aure Dei è la ripresa di un estratto del coro di San Damiano in Assisi, dell'ordine dei Francescani.

## Tracce
1. The Song of Amergin – 5:30
2. Maranatha (Come Lord) – 3:43
3. Amergin's Invocation – 6:17
4. Elegy – 6:38
5. Sailing to Byzantium – 3:57
6. Abwoon (Our Father) – 5:03
7. Immortal Memory – 4:42
8. Paradise Lost – 7:31
9. I Asked for Love – 4:56
10. Psallit in Aure Dei – 8:59